# Deguingand
La Société des Nouveaux Ateliers A. Deguingand è stata una casa automobilistica francese attiva per breve tempo, dal 1927 al 1930.

## Storia
Questa effimera casa automobilistica nacque sulle ceneri della Vinot & Deguingand, che chiuse i battenti già nel 1926 e che fra i suoi soci fondatori vi era anche quello stesso Albert Deguingand che, una volta cessata la produzione, vendette lo stabilimento di Nanterre alla Donnet-Zédel per fondare una nuova azienda, sempre con sede a Puteaux, un sobborgo di Parigi, e che stavolta indirizzò la propria produzione automobilistica nel segmento delle vetture di fascia popolare. Purtroppo tale attività non fu coronata da successo e già nel 1930, complice anche la Grande depressione, la Deguingand chiuse i battenti.

## Produzione automobilistica
Il primo modello prodotto dalla Deguingand fu una vettura spinta da un motore S.C.A.P. da 1170 cm³, disponibile sia con distribuzione a valvole laterali, sia con distribuzione a valvole in testa, e rispettivamente con potenze di 22 o 28 CV. Purtroppo questo modello non ottenne il successo sperato a causa della scarsa competitività nei confronti di altri modelli di pari segmento, come ad esempio le Citroën Type B14, più economiche in quanto la loro produzione era ormai basata sulla catena di montaggio e non era più fondata su un metodo artigianale come invece nel caso dei costruttori come la Deguingand, meno potenti sul piano economico.
Al Salone di Parigi del 1928 venne quindi presentato un nuovo modello di fascia inferiore rispetto al precedente, caratterizzato da un motore a due tempi progettato e realizzato dall'ingegner Marcel Violet. Posto in listino ad un prezzo di 11.000 franchi, nemmeno questo modello riuscì tuttavia ad incontrare il successo sperato e nel 1929 già uscì di listino. Dopo che la Deguingand chiuse i battenti, il progetto relativo al modello a due tempi venne rilevato dalla Donnet, che lo ripropose nel proprio listino, anche in questo caso senza successo.